# Fraude jornalística
Uma fraude jornalística é uma caso de fraude pela qual um meio de comunicação movido por interesses financeiros, passa uma informação falsa para o público como verdadeira, mesmo tendo ciência disso.
Um caso de fraude jornalística que foi revelada e teve grande repercussão no Brasil foi o Escândalo Gugu-PCC     : a produção do programa Domingo Legal, de Gugu Liberato, da emissora SBT, exibiu uma entrevista com supostos membros do PCC, que na verdade eram atores.